# Gare de Vinay
Gare de Vinay vasútállomás Franciaországban, Vinay településen.

## Vasútvonalak
Az állomást az alábbi vasútvonalak érintik:
- Valence–Moirans-vasútvonal

## Kapcsolódó állomások
A vasútállomáshoz az alábbi állomások vannak a legközelebb:
- Gare de Saint-Marcellin
- Gare de Poliénas